# 1916.
◄ | 19. stoljeće | 20. stoljeće | 21. stoljeće | ►
◄ | 1880-ih | 1890-ih | 1900-ih | 1910-ih | 1920-ih | 1930-ih | 1940-ih | ►
◄◄ | ◄ | 1913. | 1914. | 1915. | 1916. | 1917. | 1918. | 1919. | ► | ►►
Arhitektura • Astronomija • Biologija • Film • Fotografija • Glazba • Kazalište • Kemija • Kiparstvo • Knjige • Književnost • Kršćanstvo • Meteorologija • Medicina • Planinarstvo • Politika • Pravo • Promet • Slikarstvo • Strip • Šport • Televizija • Znanost • Zrakoplovstvo • Željeznički promet

## Događaji
- 23. travnja – Uskrsni ustanak, neuspjela pobuna Iraca u Dublinu kojom se htjelo osloboditi britanske vlasti
- 25. travnja – rusko-francuski sporazum Sazonov-Paléologue u vezi tadašnje zapadne Armenije
- 18. srpnja – osnovan NK Junak u Sinju
- 25. studenog – potonuo HMHS Britannic,prekooceanski brod
- 30. prosinca – ubijen Grigorij Raspućin ruski svećenik i vidovnjak
- dovršena izgradnja Transsibirske pruge

## Rođenja

### Siječanj – ožujak
- 7. veljače – Mladen Veža, hrvatski akademski slikar († 2010.)
- 3. ožujka – Joža Vlahović, hrvatski političar († 1941.)
- 9. ožujka – Vjekoslav Rukljač, hrvatski kipar († 1997.)
- 16. ožujka – Mercedes McCambridge, američka glumica († 2004.)

### Travanj – lipanj
- 5. travnja – Gregory Peck, američki filmski glumac († 2003.)
- 23. travnja – Ivo Lola Ribar, hrvatski političar († 1943.)
- 28. travnja – Ferruccio Lamborghini, talijanski proizvođač automobila i traktora († 1993.)
- 15. lipnja – Herbert A. Simon, američki znanstvenik († 2001.)

### Srpanj – rujan
- 1. srpnja – Olivia de Havilland, britansko-američka glumica
- 1. srpnja – Eugen Pusić, hrvatski akademik († 2010.)
- 2. srpnja – Ivan Šimrak, hrvatski svećenik († 1944.)
- 29. srpnja – Branko Blažina, hrvatski snimatelj († 1998.)
- 25. rujna – Eduardo Noriega, meksički glumac († 2007.)

### Listopad – prosinac
- 8. listopada – Đurđa Šegedin, hrvatska glumica i redateljica († 2002.)
- 9. prosinca – Kirk Douglas, američki glumac, scenarist i producent(† 2020.)

## Smrti

### Siječanj – ožujak
- 27. siječnja – Ferdo Becić, hrvatski književnik (* 1844.)
- 12. veljače – Richard Dedekind, njemački matematičar (* 1831.)
- 12. ožujka – Marie von Ebner-Eschenbach, austrijska književnica (* 1830.)

### Travanj – lipanj
- 3. svibnja – Padraig Pearse, tragični vođa irskog Uskrsnog ustanka održanog te iste 1916. godine (* 1879.)

### Srpanj – rujan
- 9. kolovoza – Guido Gozzano, talijanski pjesnik (* 1883.)

### Listopad – prosinac
- 1. listopada – Ambroz Haračić, hrvatski florist (* 1855.)
- 15. studenog – Henryk Sienkiewicz, poljski književnik (* 1846.)
- 22. studenog – Jack London, američki književnik (* 1876.)
- 16. prosinca – Honorat Kozminski, poljski katolički svećenik, blaženik (* 1829.)

## Nobelova nagrada za 1916. godinu
- Fizika: nije dodijeljena
- Kemija: nije dodijeljena
- Fiziologija i medicina: nije dodijeljena
- Književnost: Verner von Heidenstam
- Mir: nije dodijeljena

## Vanjske poveznice
|  | Zajednički poslužitelj ima još gradiva o temi 1916. |